# Deep Throats
Deep Throats (titulado Garganta profunda en España y Los informantes en Hispanoamérica) es el vigesimotercer episodio de la cuarta temporada de la serie Padre de familia emitido el 9 de abril de 2006 a través de FOX.
El episodio está dirigido por Greg Colton y escrito por Alex Borstein. A diferencia de otros episodios, este está compuesto por tres tramas que acaban entrelazándose en una. Tras conseguir Meg un trabajo en la alcaldía como secretaria interina del alcalde Adam West, Brian decide buscar trabajo como taxista, sin embargo, cuando recibe una multa por aparcar en zona prohibida decide acabar con la reputación del alcalde demostrando que es un corrupto hasta que descubre que la relación entre Meg y West es algo más que profesional. Por otro lado Peter y Lois se apuntan a un concurso de talentos aunque para ello deban consumir marihuana para estar "inspirados".

## Argumento
Los Griffin reciben con satisfacción que Meg haya sido contratada por el alcalde para trabajar como interina, mientras que Brian empieza a ser considerado "la nueva Meg" por no tener trabajo. Al cabo de unos días y haciendo caso del consejo de Lois, consigue trabajar como taxista, pero la alegría le dura poco cuando recibe una multa de 400 dólares por aparcar en zona para discapacitados por un momento. Tras ir al ayuntamiento para recurrir la sanción empieza a discutir con Meg después de acusar al alcalde de corrupto y amenaza con exponerle ante la opinión pública. Stewie, emocionado por los planes de Brian se apunta y se reúnen en secreto con un informante, el cual le revela que el alcalde West pasa todas las noches fuera de casa.
Tras volver al ayuntamiento Brian finge disculparse ante Meg por el comportamiento del otro día y empieza a buscar pruebas hasta que encuentra en su agenda que tiene reservado una habitación de motel. Entusiasmado por estar a punto de desenmascarar a West, descubre que tiene una relación amorosa con Meg. Después de tomar unas fotos y grabar a los dos en un restaurante, Brian le enseña a Meg las imágenes y le pide que no se involucre en el caso, por su parte mantiene la amenaza de informar a los medios de comunicación de los casos de escándalo (incluidas, las fotos con Meg).
Consciente del daño que podría suponer para su jefe, Meg queda con su jefe para romper debido a que su relación podría perjudicar su imagen, sin embargo West no le da importancia al asunto al estar acostumbrado a sufrir el acoso por parte de la prensa, no obstante Rompe con Meg tras admitir lo mucho que significa para él y que jamás se perdonaría que la situación la perjudicara a ella también. Por otro lado, Brian, quien estaba en la habitación contigua se da cuenta de que ha cometido un error al pensar que no era tan malo como pensaba, por lo que entra en la habitación de Meg y se disculpa mientras rompe las fotos. Tras hacer las paces, el can ofrece llevar a Meg a casa hasta que ve a Cleveland destrozar su taxi por negarse a parar cuando Lois le había llamado días atrás para pedirle que fuera a comprar leche.
Por otro lado, mientras Brian conduce con Peter como cliente, estos se encuentran con que Lois va justo delante, por lo que este le pide al can que embista su coche y que dispare a las ruedas perdiendo así el control del vehículo hasta tener un aparatoso accidente en el que la mujer sale ilesa salvo por unos rasguños. Enfadada al principio, Peter le responde que "solo era una broma". Como resultado del siniestro, dentro del motor aparece el cartel municipal en el que invitan a todo aquel interesado en apuntarse a un evento de talentos.
Tras recordar viejos tiempos, los dos deciden inscribirse en el concurso, sin embargo no tardan en deprimirse al ver que componer una canción no es tan fácil como creían, no obstante, Lois le recuerda a su marido que cuando actuaban estaban "inspirados, por lo que empiezan a fumar marihuana para "recibir a las musas". Sin embargo empiezan a comportarse de manera bizarra a causa de las alucinaciones, hasta tal punto de lamer a Chris (aterrado por el extraño comportamiento de sus padres) al confundirle con un helado además de pasearse semidesnudos por la casa.
Llega el día esperado y una vez en el escenario interpretan un tema folk con el que aparentemente se ganan las ovaciones del público, sin embargo pierden el concurso sin entender que ha podido fallar hasta que Chris, quien estaba entre los espectadores, les explica que estaban tan ciegos por el efecto de la marihuana que lo único que hacían era berrear.

## Producción
Antes de la emisión se produjo varios cambios en comparación con el primer borrador. En un principio hubo una escena en la que el alcalde West agredía a Meg durante su entrevista de trabajo, pero optaron por desechar la escena. La escena de los coches parlantes fue animada por Eileen Colehep, antigua compañera de universidad de MacFarlane. Mike Henry prestó su voz a Bruce, aunque en un principio su diálogo era más extenso, pero se recortó por razones que se desconocen. La idea de Peter y Lois fuesen cantantes de folk estuvo inspirada en los padres de MacFarlane, los cuales, de acuerdo con el audiocomentario del DVD, se conocieron en un bar cuando su madre le preguntó a este si le podría enseñar lecciones de guitarra. Las canciones de Peter y Lois fueron compuestas por los productores Alec Sulkin y Patrick Meighan. Alex Borstein propuso que Meg vistiese traje en el trabajo, pero la escena fue descartada.
Este es el primer episodio en el que Stewie expresa cierta atracción por Brian. El dúo formado por Peter y Lois se llamaba "Mouthful of Peter", pero debido a las políticas de la cadena, se cambió por "Handful of Peter" por el significado que podían tener, como respuesta, MacFarlane comentó que "al parecer una masturbación es más aceptable que una felación". La segunda canción de los dos personajes también paso por el filtro y parte de la estrofa tuvo que ser modificada, puesto que cantaban "God would do her from behind, even do it a second time" (Dios podría darle por detrás, incluso en una segunda cita). Patrick Clark fue el encargado de diseñar el formato de los créditos.
La edición DVD fue diferente respecto a la versión televisada: varios ejemplos son el tema Ding Fries are Done, el cual a diferencia de la televisión, en el DVD fue más extensa. Otro cambio significativo fue la censura de algunas escenas, el corte de mangas de Cleveland a Brian apareció sin pixelar. También la escena del sofá en la que Peter y Lois aparecen completamente desnudos a diferencia de la primera emisión en la que iban en ropa interior aparte de añadir la escena en la que Lois (bajo los efectos de la marihuana) le comenta a Brian: "Brian, [ él ] está tocando a la puerta de atrás, qué hago, le dejó entrar?, ya que fue censurada por hacer referencia al sexo anal.
El episodio contó con la colaboración de los actores H. Jon Benjamin y Kate Jackson además del reparto habitual.

## Referencias culturales

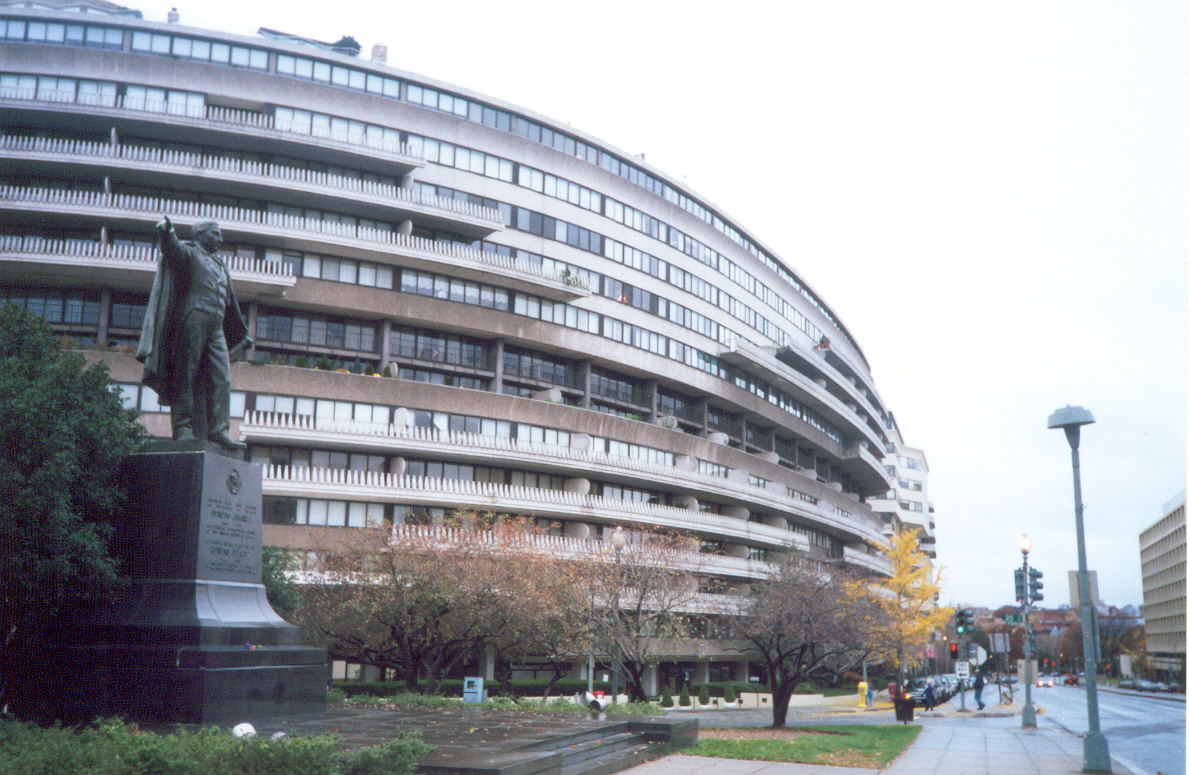
Parte del argumento está inspirado en el caso Watergate, conocido como el mayor escándalo político de Estados Unidos durante la presidencia de Richard Nixon. En la imagen, el complejo Watergate